# 보리스 엡슈타인
보리스 엡슈타인(영어: Boris Epshteyn, 1982년 - )은 소련 태생의 미국 은행가, 변호사, 정치 조언가이다. 2016년 미국 대통령 선거에서 도널드 트럼프 캠프 자문으로 활동했다.TV 토론회에 100회 이상 출연하며 얼굴을 알렸다. 폴리티코는 그의 내무장관 발탁 가능성을 점치기도 했다. 엡슈타인은 유대인으로, 스티븐 므누신, 스티븐 밀러, 루이스 아이젠버그 등과 함께 트럼프 행정부의 '유대인 이너서클'로 분류되었다.